# Bibio atrigigas
Bibio atrigigas är en tvåvingeart som beskrevs av Fitzgerald 1997. Bibio atrigigas ingår i släktet Bibio och familjen hårmyggor. Inga underarter finns listade i Catalogue of Life.